# Jacques Chevallier (journaliste)
Pour les articles homonymes, voir Jacques Chevallier et Chevallier.
Jacques Chevallier est un journaliste français, critique de cinéma, né le 1er janvier 1927 à Chevrières (Isère) et mort le 1er octobre 2020 à Paris.

## Biographie
Jacques Chevallier a été un militant de Peuple et culture après la Seconde Guerre mondiale.
Il a participé à la création de la revue Image et Son - devenue plus tard La Revue du cinéma - dont il fut le rédacteur en chef.
Il a collaboré également à Cinéma et, pendant 20 ans, à Jeune Cinéma où son dernier article fut publié au début des années 2010.
Jacques Chevallier s'était engagé dans la Résistance alors qu'il était encore adolescent.

## Publications
- Le Cinéma burlesque américain 1912-1930, Institut pédagogique national, 1962
- Regards neufs sur le cinéma (dir., avec Max Egly), coll. Peuple et Culture, Seuil, 1963 (ancienne édition : 1953)